# Mine d'Aitik
 (mars 2025).
La mine d'Aitik est une mine à ciel ouvert de cuivre située près de Gällivare dans le comté de Norrbotten en Suède. Elle appartient à Boliden AB. Découvert dans les années 1930, sa production a débuté en 1968, avec une production de 2 millions de tonnes de minerai par an, production qui est monté graduellement à 19 millions de tonnes par an. Depuis 2010, sa production a été fortement augmentée grâce à une extension en passant à 36 millions de tonnes.